# Тирва (волость)
Ти́рва (ест. Tõrva vald) — волость в Естонії, адміністративна одиниця самоврядування в повіті Валґамаа.

## Географічні дані
Площа волості — 649 км2, чисельність населення на 1 січня 2017 року становила 6421 особу.

## Населені пункти
Адміністративний центр — місто Тирва.
На території волості розташовані:
місто Тирва;
2 селища (alevik): Гелме (Helme), Гуммулі (Hummuli);
37 сіл (küla):
Айтсра (Aitsra), Ала (Ala), Аламийза (Alamõisa), Ванамийза (Vanamõisa), Воорбагі (Voorbahi), Голдре (Holdre), Єті (Jeti), Йиґевесте (Jõgeveste), Калме (Kalme), Кар'ятнурме (Karjatnurme), Кару (Karu), Каубі (Kaubi), Кірікукюла (Kirikuküla), Кооркюла (Koorküla), Куллі (Kulli), Кунґі (Kungi), Кягу (Kähu), Леебіку (Leebiku), Ливе (Lõve), Ліва (Liva), Лінна (Linna), Мєлдре (Möldre), Паткюла (Patküla), Пійрі (Piiri), Пікасілла (Pikasilla), Пілпа (Pilpa), Порі (Pori), Пуйде (Puide), Рансі (Ransi), Реті (Reti), Рійдая (Riidaja), Рообе (Roobe), Руллі (Rulli), Сое (Soe), Соонтаґа (Soontaga), Тааґепера (Taagepera), Уралаане (Uralaane).

## Історія
21 жовтня 2017 року волость Тирва офіційно утворена шляхом об'єднання територій міста-муніципалітету Тирва та волостей Гелме, Гуммулі, Пидрала, а також приєднання території села Соонтаґа зі складу волості Пука. Місто Тирва втратило статус муніципалітету.